# Burhan Doğançay
Burhan C. Dogancay (11 de septiembre de 1929 - 16 de enero de 2013) fue un artista turco-estadounidense. Dogancay es conocido por su interés en el arte urbano. Fotografió paredes de ciudades en todo el mundo, durante medio siglo, imágenes que se integraron posteriormente a su trabajo artístico.

## Biografía
Burhan Dogancay, nacido en Estambul en 1929, recibió su formación artística de su padre, Adil Dogancay, y Arif Kaptan, ambos pintores turcos bien conocidos. Después de terminar la carrera de Derecho en Ankara, se trasladó a París. Asistió a cursos de arte en la “Académie de la Grande Chaumière” y se inscribió en la Universidad de París, donde obtuvo un doctorado en economía. Después de una carrera corta en el servicio diplomático, la que lo llevó a la ciudad de Nueva York en 1962, Dogancay decidió en 1964 a dedicarse enteramente al arte y de establecer su residencia permanente en Nueva York.  A mediados de los años 1970, comenzó a viajar para el proyecto “Walls of the World” (Paredes del Mundo) y conoció a su futura esposa, Angela, en el Baile Húngaro en el Hotel Pierre en Nueva York. Los últimos ocho años de su vida, Dogancay  dividió su trabajó entre sus dos estudios, en Nueva York y Turgutreis, Turquía, hasta que murió a los 83 años en enero de 2013.

## Arte
Desde el principio de los años 1960, Dogancay había estado fascinado por las paredes urbanas y las convirtió en su tema. Las vio como un barómetro de nuestra sociedad y como un testimonio del transcurso del tiempo. Para el reflejaron las emociones de la ciudad, con frecuencia resistiendo el ataque de los elementos y las marcas dejadas por personas. Parte del espíritu intrínseco de su trabajo es la sugerencia que nada es nunca lo que parece. El arte de Dogancay es arte mural, y las fuentes de sus temas son reales. Por lo tanto, uno no puede clasificarlo como un artista abstracto, aunque a la primera vista la mayor parte de su trabajo parece abstracta. Dogancay reproduce las paredes en series distintas, con relación a puertas, colores, diferentes tipos de grafiti u objetos que incorpora en sus piezas. Es posible que Dogancay comenzara como un simple observador y registrador de las paredes, pero rápidamente hizo una transición a un punto que le permitía expresar una gama de ideas, sentimientos y emociones en su trabajo. Su visión continuó ampliándose, impulsado tanto por el contenido como por la técnica.

## Paredes del Mundo
A mediados de los años 1970, Dogancay emprendió lo que vio entonces como su proyecto secundario: fotografiar paredes urbanos de todo el mundo. Estas fotografías - Dogancay las llamó “Walls of the World” (Paredes del Mundo) - representan un archivo de nuestro tiempo y eran las semillas de sus pinturas, que por sí mismos son también una documentación de la época en la que vivimos. La perseverancia que Dogancay mostró en su trabajo, la autolimitación temática radical y la obsesión por capturar lo que más le interesaba, todo esto, es equiparable a otros “documentalistas” como August Sander (retratos) y Karl Blossfeldt (plantas). Sus imágenes no son fotos instantáneas, sino segmentaciones elaboradas de superficies, estudios finos de materiales, colores, estructuras y luz, a veces parecidos a monocromías en su reduccionismo radical. Con el tiempo, este proyecto ganó importancia y también contenido, y después de cuatro décadas llegó a abarcar alrededor de 30.000 imágenes de más de 100 países en cinco continentes.

## El Mercado del Arte
En 2009, una de sus obras de arte, “Symphony in Blue” (Sinfonía en Azul) de 1987, se vendió en una subasta por el precio más alto jamás pagado (US$ 1,7 m) para una obra de un artista turco vivo. Junto con las dos obras hermanas, Magnificent Era (colección de “Istanbul Modern”) y Mimar Sinan (colección privada), “Symphony in Blue” es una de sus obras más grandes y expresivas en la que Dogancay entra en un diálogo con la historia de Turquía.

## Colecciones Públicas
El trabajo de Dogancay forma parte de numerosas colecciones públicas como The Metropolitan Museum of Art, Guggenheim Museum, MoMA, todos en Nueva York, LACMA, Los Ángeles, Walker Art Center, Minneapolis, Museum of Fine Arts, Boston, The British Museum, London, MUMOK, Albertina, los dos en Viena, Moderna Museet, Estocolmo, Pinakothek der Moderne, Munich, and the Centre Georges Pompidou, París.

## Premios
Dogancay recibió numerosos premios, el más notable es el Premio para la Obra de Vida, entregado en 1995 por el presidente de la República Turca.

## Exposiciones (selección)
- 1972: Nueva York: Pace Gallery. Printmakers at Pace
- 1976: Istanbul: Gallery Baraz. Burhan Dogançay
- 1977: Nueva York: The Solomon R. Guggenheim Museum. From the American Collection
- 1982: Paris: Centre Georges Pompidou. Les murs murmurent, ils crient, ils chantent…
- 1983: Montreal: Musée d’Art Contemporain
- 1983: Amberes: International Cultural Center
- 1987: Estambul: 1st International Istanbul Biennial
- 1989: Tokio: The Seibu Museum of Art–Yurakucho Art Forum. Dogançay
- 1992: San Petersburgo: The State Russian Museum. Walls and Doors 1990–91
- 1993: Estambul: Atatürk Cultural Center. Walls 1990–93
- 2000: Nueva York: The Brooklyn Historical Society. Bridge of Dreams.
- 2001: Estambul: Dolmabahçe Cultural Center. Dogançay: A Retrospective (Organized by Dr. Nejat F. Eczacıbaşı Foundation)
- 2001: Atenas: Ohio: Kennedy Museum of Art–Ohio University. Dogançay–Wall Paintings from the Museum Collection
- 2003: Siegen: Siegerlandmuseum. Walls of the World
- 2006: Fredonia, N.Y.: Rockefeller Arts Center Art Gallery. Connoisseurship
- 2009: Salzburg: Museum der Moderne. SPOTLIGHT
- 2009: Biel/Bienne: CentrePasquArt. Collage–Décollage: Dogançay–Villeglé
- 2009: Berlín: Martin-Gropius-Bau. Istanbul Next Wave
- 2010: Londres: British Museum. Modern Turkish Art at the British Museum
- 2012: Estambul: Istanbul Museum of Modern Art. Fifty Years of Urban Walls: A Burhan Dogancay Retrospective
- 2012: Maastricht: Bonnefantenmuseum. Different Impressions, Changing Traditions
- 2013: Boston: Museum of Fine Arts, Boston. Uncontainable Portraits
- 2013: Doha: Bahrain National Museum. Istanbul Modern-Bahrain
- 2013: Zúrich: Museum Haus Konstruktiv. Hotspot Istanbul
- 2013: Minneapolis: Weisman Art Museum. Reviewing The Real
- 2013: Grenoble: Musée de Grenoble-Bibliothèque Teisseire-Malherbe. Les Mots dans l’Art
- 2013: Nueva York: The Metropolitan Museum of Art. Fifty Years of Collecting Islamic Art
- 2014: Estambul: Dogançay Museum. Picture the World: Burhan Dogançay as Photographer
- 2014: Boston: Museum of Fine Arts. National Pride (and Prejudice)
- 2015: Estocolmo: Moderna Museet. A Larger World
- 2015: Leverkusen: Museum Morsbroich. Eddie Murphy und die Milk-Brothers
- 2016: Ankara: CER Modern. Picture the World: Burhan Dogançay as Photographer
- 2016: Los Ángeles: LACMA. Islamic Art Now, Part 2
- 2016: Essen: Museum Folkwang. New to the collection: Burhan Dogancay
- 2016: Ankara: CER Modern. Picture the World: Burhan Dogançay as Photographer
- 2016: Essen: Museum Folkwang. New to the collection: Burhan Dogancay
- 2017: Viena: Albertina. Burhan Dogançay (works on paper)
- 2018: Leverkusen: Museum Morsbroich. Zeichen an der Wand
- 2019: Wolfsburg: Kunstmuseum Wolfsburg. Now is the Time
- 2019: Ginebra: MAMCO Musée d'art moderne et contemporain. Collection(s)
- 2020: Londres: Tate Modern. Materials and Objects: Collage
- 2021: Londres: British Museum. Reflections: Contemporary Art of the Middle East and North Africa

## Museo Dogancay
Un muestro de la obra extensa y la evolución artística de Dogancay está exhibida permanentemente en el Museo Dogancay, el primer museo de arte contemporáneo de Turquía, que abrió en el barrio de Beyoglu de Estambul en 2004.